# Programa Sigilar

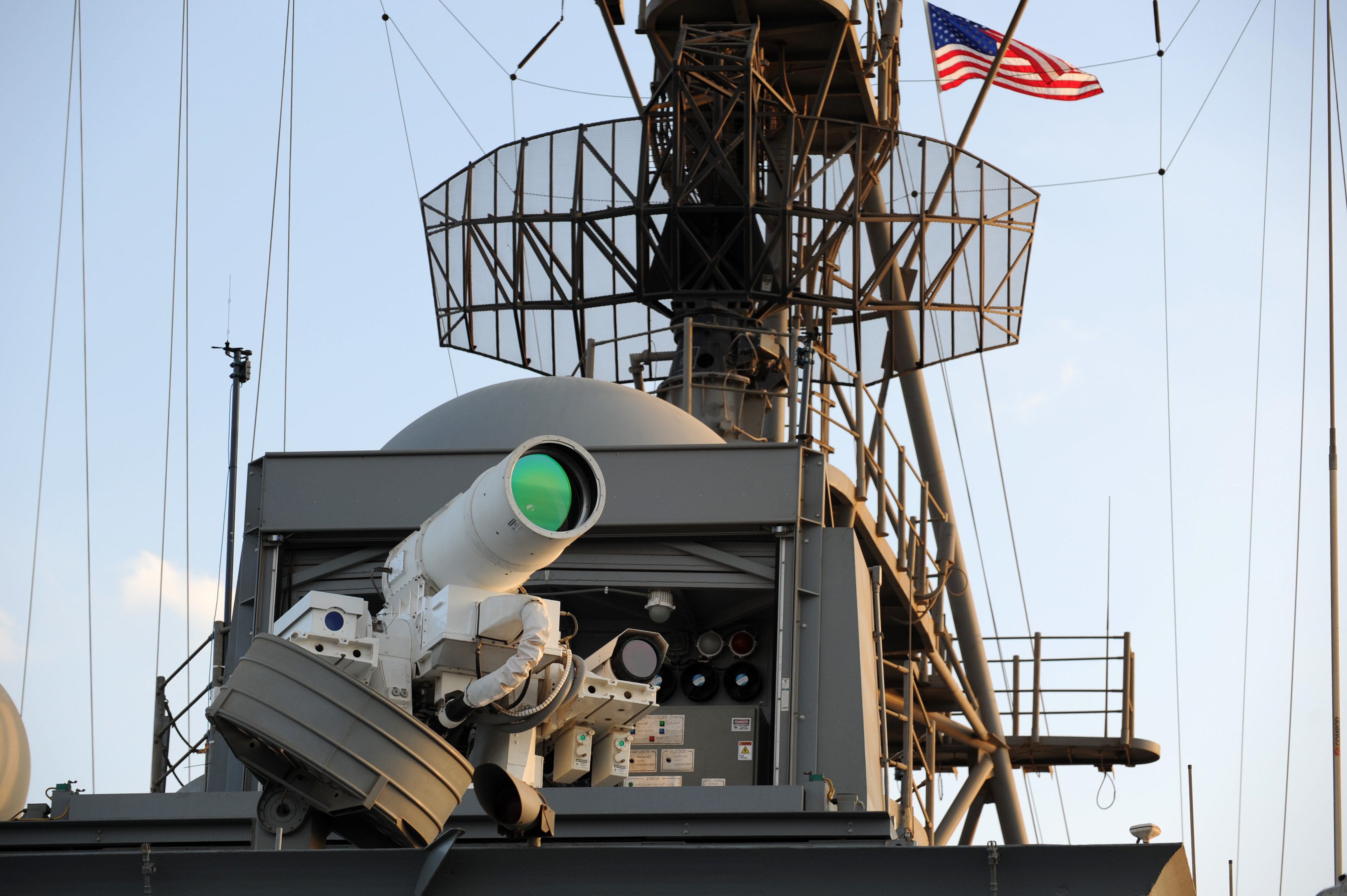
Laser Weapon System sobre el, parecido al Programa Sigilar.

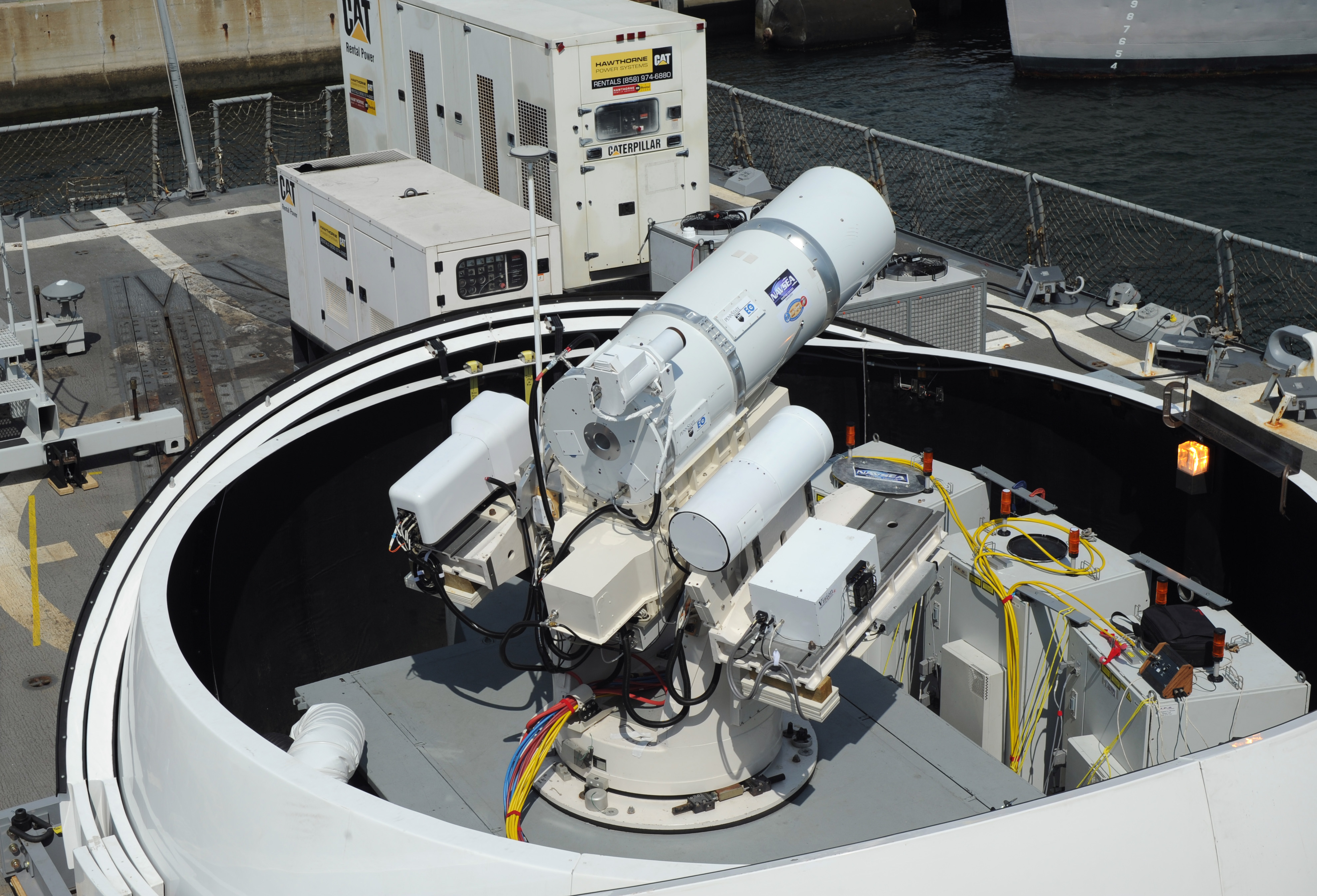
Segunda vista del Laser Weapon System

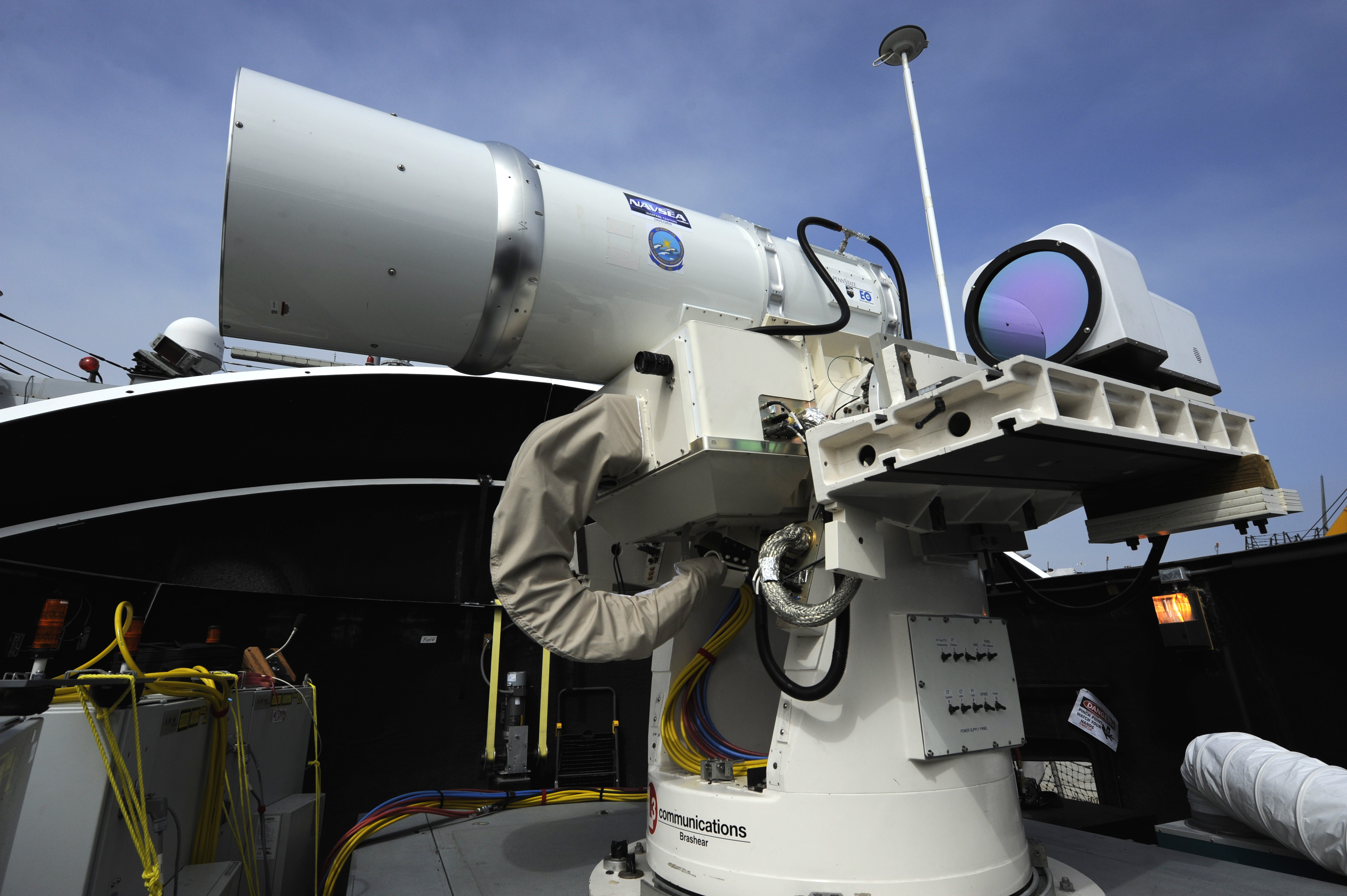
Tercera visita del Laser Weapon System

El Programa SIGILAR, Sistema Guiado de Láser Pulsado para Ámbito Militar, ) es un programa para desarrollar un arma de energía dirigida o arma láser desarrollado por España para sus fragatas de la Armada Española de la Clase F-110 similar al Laser Weapon System. El arma en sí se llama, desde 2023, Demostrador Instrumental de Arma Láser (DIAL).

## Historia
El proyecto fue puesto en marcha en 2018 por el Centro de Láser Pulsado de Salamanca.
A finales de 2023, el consorcio UTE Indra-Escribano DIAL recibe su primer contrato del Estado español por valor de 10,9 millones de euros.

## Descripción
El arma, desplegada en el mar, es capaz de derribar drones de vigilancia a muy bajo coste. También podrá destruir minas marinas.
Desde finales de 2019 hasta finales de 2021, el radio del arma aumenta a una potencia de 15 kW. No es visible para los humanos. Una de sus deficiencias es la falta de precisión y la influencia negativa de la meteorología.
A partir de 2022 alcanza la potencia de 40 kW.
Una vez decidida su versión final, deberá estar contenida y protegida en un contenedor adecuado.
Debe estar lista para 2028, cuando se entregará la primera fragata a la Armada.

## Evolución
Inicialmente diseñado para interceptar drones, posteriormente también podrá interceptar misiles antibuque, gracias a la reserva de producción eléctrica del barco capaz de aumentar la potencia del láser.

## Proyectos similares
- La República Popular China tiene un arma similar.[9]
- Oerlikon pistola láser de alta energía.[8]